# メガン・ジェット・マーティン
メガン・ジェット・マーティン（Meaghan Jette Martin、1992年2月17日）は、アメリカ合衆国ネバダ州出身の女優・歌手。「メガン・マーティン」と簡略した呼び方をされる場合もある。

## 人物
ネバダ州ラスベガス出身。5歳の頃からモデルをはじめる。
ディズニーチャンネルの映画キャンプ・ロックでは、冷たい性格のテスを演じているが、実際は明るく、よくしゃべる。

## 主な出演作品

### 映画
- キャンプ・ロック "Camp Rock" (2008年) - テス・タイラー役
- Camp Rock 2: The Final Jam (2010年) - テス・タイラー役
- ミーン・ガールズ2 "Mean Girls 2" (2010年) - ジョー・ミッチェル役

### ドラマ
- スイート・ライフ Suite Life of Zack & Cody (2007年)- ステイシー役（ゲスト出演）
- ジョナスブラザーズ・ドリーム・バックステージ "Jonas Brothers: Living the Dream" (2008年) - 本人役
- 恋のからさわぎ"10 Things I Hate About You" (2009年-) - ヴィアンカ・スタットフォード役

### ゲーム
- UNTIL DAWN -惨劇の山荘- "Until Dawn"（2015年）- ジェス役（モーションモデルおよび声の出演）

## 音楽
1. Too Cool, 2 Stars, We Rock, Our Time Is Here(2008年) - 映画キャンプ・ロックから
2. Video Girl(2008年) - ジョナス・ブラザーズ "A Little Bit Longer"から
3. When You Wish Upon A Star(2009年) -映画ピノキオ70周年記念 プレミアムエディションから
4. Circle of Life (2009年) - Disneymania7から
5. Let's Talk About Love (2009年) - Build A Bear Workshop
6. Magic (2009年) - ウェイバリー通りのウィザードたちオリジナルサウンドトラックから
7. Hate You (2009年) - MySpace